# Kościół bł. Honorata Koźmińskiego w Białej Podlaskiej
Kościół Błogosławionego Honorata Koźmińskiego w Białej Podlaskiej – kościół parafialny parafii Błogosławionego Honorata Koźmińskiego w Białej Podlaskiej.

## Historia
28 października 1990 roku biskup ordynariusz diecezji siedleckiej Jan Mazur erygował parafię błogosławionego Honorata Koźmińskiego, utworzoną z części parafii Narodzenia NMP w Białej Podlaskiej. Parafia korzystała z kaplicy przy ulicy Janowskiej, obok której znajdowały się mieszkania księży. Kaplica służyła parafii przez 8 lat. Pierwszym proboszczem parafii, organizatorem życia parafialnego i budowniczym był ks. Stanisław Zajko.
W listopadzie 1991 r. radni miejscy na sesji Rady Miasta przekazali nieodpłatnie plac pod budowę kościoła przy ulicy Terebelskiej. W lutym 1992 roku Komisja Sztuki i Architektury w siedleckiej kurii zatwierdziła do realizacji plan kościoła i budynku parafialnego. Plany wykonywali inżynierowie Janusz Jaworski i Witold Kalinowski z Warszawy. 2 sierpnia 1992 r. dokonano poświęcenia placu pod budowę kościoła przy ul. Terebelskiej 50A i postawiono krzyż. Przystąpiono do budowy kościoła. W lipcu 1993 r. biskup Jan Mazur poświęcił kamień węgielny.
W latach 1992–1998 wysiłkiem parafian, mieszkańców Białej Podlaskiej i pierwszego proboszcza, księdza Stanisława Zajko, wybudowano kościół i plebanię. 4 października 1998 r. ksiądz biskup Jan Wiktor Nowak, ordynariusz diecezji siedleckiej, dokonał poświęcenia świątyni i plebanii. Kościół ma styl współczesny, kształt bryły nieregularny. Wewnątrz podparty na 8 filarach, na których opiera się więźba dachowa.
W listopadzie 1999 roku parafia przeżywała misje ewangelizacyjne Z wiarą Ojców w Trzecie Tysiąclecie, które przeprowadzili księża z diecezji – ks. Franciszek Juchimiuk i ks. Sylwester Ługowski. Misje Ewangelizacyjne były okazją do postawienia przez parafian krzyży: przy ul. Królowej Jadwigi (przy bloku nr 7), przy Szkole Podstawowej nr 9, na rogu ulic Radziwiłłowskiej i Osiedle Sitnickie oraz dwa krzyże przy ul. Anny Jagiellonki.
W trakcie dalszych prac w otoczeniu kościoła ogrodzono teren, utworzono parking i założono pierwsze zieleńce.
W kolejnych latach wnętrze świątyni wzbogaciło się w ławki, konfesjonały, krzyż w głównym ołtarzu, pierwsze witraże i mozaiki, a w 2003 r. – organy.
W sierpniu 2006 roku proboszczem parafii został ks. kanonik Janusz Onufryjuk, budowniczy i organizator parafii św. Brata Alberta w Łukowie. Nowy proboszcz kontynuuje dzieło swego poprzednika, dba o wystrój świątyni i parafię. W 2007 roku przeprowadzono remont i pomalowano kościół wewnątrz.